# Manoeuvres
| Recensione   | Giudizio      |
| ------------ | ------------- |
| AllMusic     | [ 1 ]         |
| Sputnikmusic | 2.5 (Average) |

Manoeuvres è il secondo album discografico da solista di Greg Lake, pubblicato dalla casa discografica Chrysalis Records nel luglio del 1983.

## Il disco
I musicisti presenti all'incisione sono gli stessi che parteciparono al precedente album di Lake del 1981, fra cui il chitarrista Gary Moore.

## Tracce
Lato A
1. Manoeuvres – 4:03 (Greg Lake, Gary Moore)
2. Too Young to Love – 4:05 (Greg Lake)
3. Paralysed – 3:57 (Greg Lake)
4. A Woman Like You – 4:33 (Gary Moore)
5. I Don't Wanna Lose Your Love Tonight – 3:54 (Greg Lake, Gary Moore)

Lato B
1. It's You, You've Gotta Believe – 7:10 (Greg Lake)
2. Famous Last Words – 3:05 (Chris Bradford, Andy Scott, David Most)
3. Slave to Love – 3:23 (Greg Lake)
4. Haunted – 4:52 (Greg Lake, Tristian Margetts, Tony Benyon)
5. I Don't Know Why I Still Love You – 5:10 (Greg Lake)

## Formazione
- Greg Lake - chitarra, voce
- Gary Moore - chitarra
- Tristian Margetts - basso
- Tommy Eyre - tastiera
- Ted McKenna - batteria[5]

Note aggiuntive
- Greg Lake - produttore
- Album mixato al Magritte Studios da Dan Priest
- Ringraziamento speciale a Gary Moore
- Robin Harris - illustrazioni
- John Pasche - design[6]